# Marie Bracquemondová
Marie Bracquemondová, rozená Marie Anne Caroline Quivoron-Pasquiou (1. prosince 1840 Argenton-en-Landunvez – 17. ledna 1916 Sèvres) byla francouzská malířka a grafička. Bývá pokládána za jednu ze tří velkých dam impresionismu vedle Mary Cassattové a Berthe Morisotové. Všestranná umělkyně malovala hlavně portréty a postavy žen v přírodě, ale zabývala se také technikou leptu a dekorovala keramiku a porcelán. Dlouho zůstávala ve stínu svého manžela, malíře Félixe Bracquemonda a teprve v posledních letech života se jí dostalo zaslouženého uznání díky většímu počtu žen zastoupených na výstavách.

## Život a dílo
Pocházela z nemajetné rodiny. Její otec záhy zemřel, matka se znovu provdala a rodina se často stěhovala na různá místa ve Francii a Švýcarsku. Jako dospívající dívka se učila malovat soukromě u starého malíře M. A. Vassora. Brzy pokročila do té míry, že v roce 1857 přihlásila do Salonu obraz – skupinový portrét své matky, sestry a učitele. Při této příležitosti byla Marie představena malíři Ingresovi. Ten ji přijal mezi studenty svého soukromého ateliéru v Paříži, i když pochyboval o schopnosti žen prosadit se ve výtvarném umění. Přiděloval jim většinou kresby zátiší, květin, ovoce, portrétů a žánrových scén. Podle vyjádření současníků Marie patřila mezi jeho nejinteligentnější žáky. Později jeho studio opustila, protože získala zakázky na své obrazy včetně požadavku císařovny Evženie na obraz s námětem Cervantese ve vězení. Na základě toho jí bylo umožněno, aby v obrazárně v Louvru pořizovala kopie významných děl starých mistrů. Svoje první obrazy podepisovala jako Pasquiou-Quivoron. V Louvru se seznámila se svým budoucím manželem, malířem Felixem Bracquemondem. Po dvouleté známosti se 5. srpna 1869 vzali, přes námitky Mariiny matky. V roce 1870 se jim narodil jediný syn Pierre.
Manželé pracovali společně v keramické dílně Charlese Havilanda v Auteuil, kde Felix působil jako umělecký ředitel. Marie zdobila jídelní soupravy a velké fajánsové kachle. Na světové výstavě v roce 1878 Marie Bracquemodová předvedla velký keramický nástěnný panel (cca 3 × 7 m) zdobený postavami múz umění a literatury. Pod vlivem manžela se začala věnovat grafice a v roce 1890 bylo devět jejích leptů představeno na výstavě v Durand-Ruelově galerii v Paříži.
Od roku 1864 se pravidelně se svými obrazy zúčastňovala výstav Salonu. Zpočátku malovala ve stylu starých mistrů, jako byl Chardin. Později ji zaujal hlavně belgický malíř Alfred Stevens. Mezi lety 1887 a 1890 se její styl začal měnit pod vlivem impresionistů, hlavně Degase a Maneta. Paleta se projasnila a začala malovat v plenéru, především v jejich zahradě v Sèvres. Oblíbeným modelem pro ni byla její sestra Louise.
V letech 1879 až 1886 se Marie Bracquemondová zúčastnila tří impresionistických výstav v Paříži. V roce 1881 bylo pět jejích pláten vystaveno v Londýně. V roce 1886 se seznámila s Gauguinem, který jí pomohl dosáhnout v malbě intenzivnějších tónů. Na rozdíl od impresionistů dávala při tvorbě přednost důkladné přípravě pomocí skic a kreseb.
Félix Bracquemond neměl pro manželčinu malířskou tvorbu porozumění. Respektoval její talent, ale měl výhrady k jejímu stylu. Její spřízněnost s impresionisty byla příčinou mnoha třenic. Ze zdravotních důvodů a v zájmu udržení manželství se Marie v roce 1890 malování vzdala s výjimkou několika drobných prací akvarelem a pastelem. Na jednom z posledních pláten jsou zachyceni její syn a sestra v zahradě v Sèvres.
Její díla jsou z velké části držena v soukromých sbírkách a bývají vystavována jen zřídka na tematických výstavách žen-malířek nebo impresionistů. Na retrospektivní výstavě v pařížské Galerie Bernheim Jeune v roce 1919 byl vystaveno 156 jejích prací, ale mnoho z nich už se na veřejnosti nikdy neobjevilo.
Až do osmdesátých let 20. století byla téměř zapomenuta a její jméno bylo zřídka uváděno i v odborných publikacích.

## Galerie

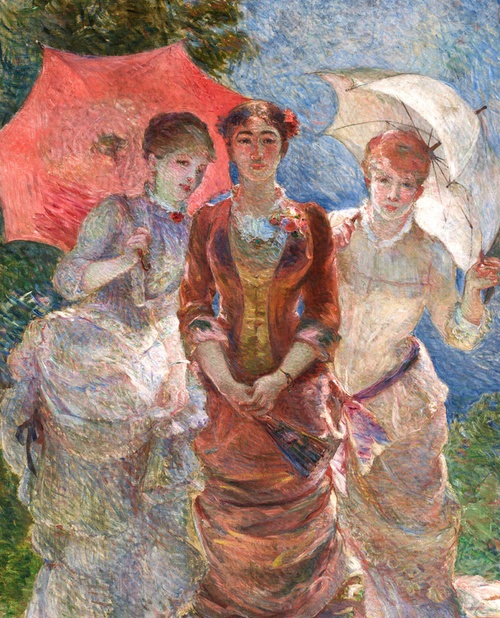
Tři ženy pod slunečníky (1880)
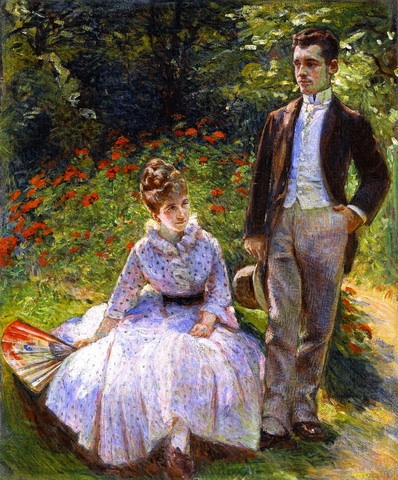
Malířčin syn a sestra v zahradě v Sevres (1890)
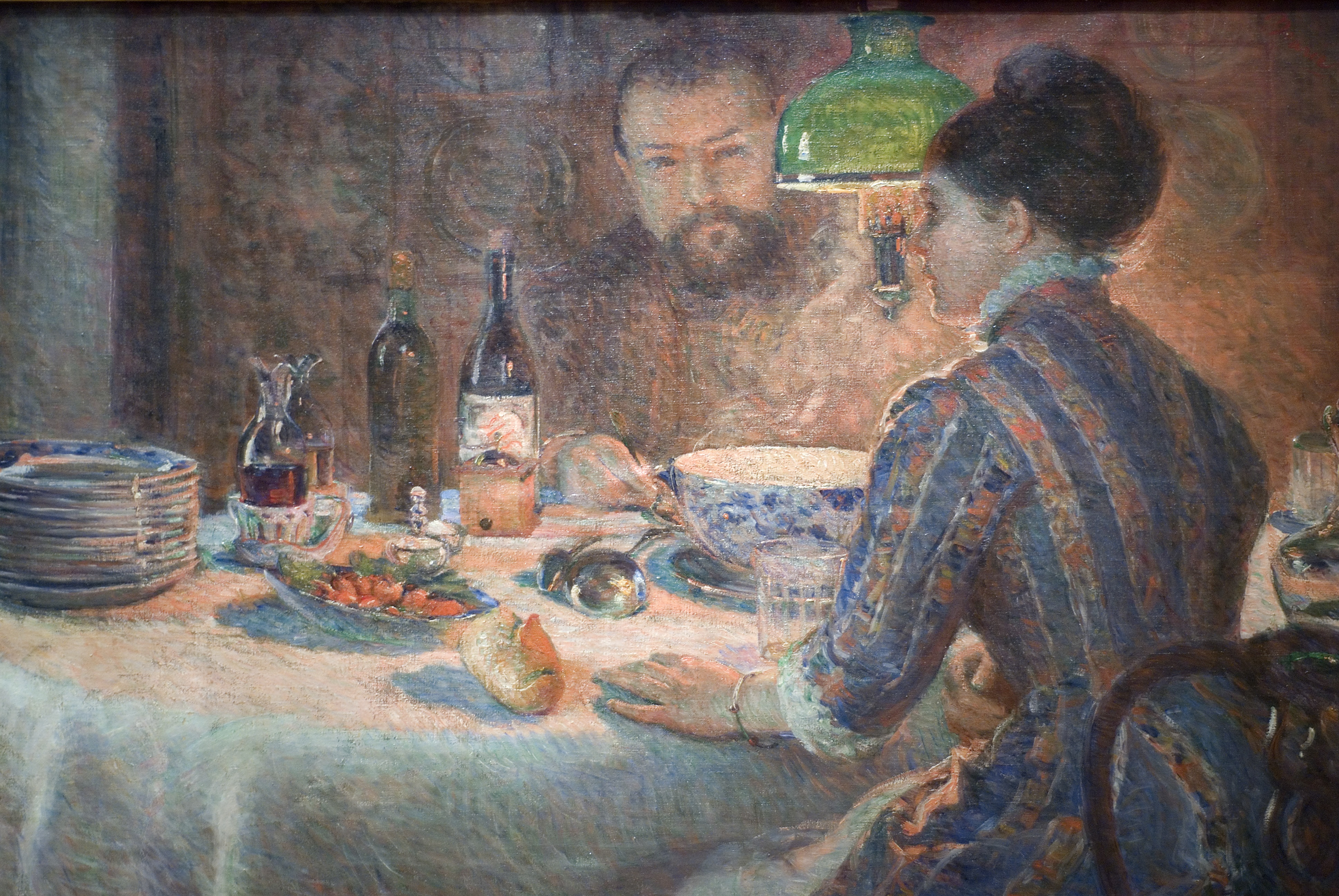
Pod lampou (1877)
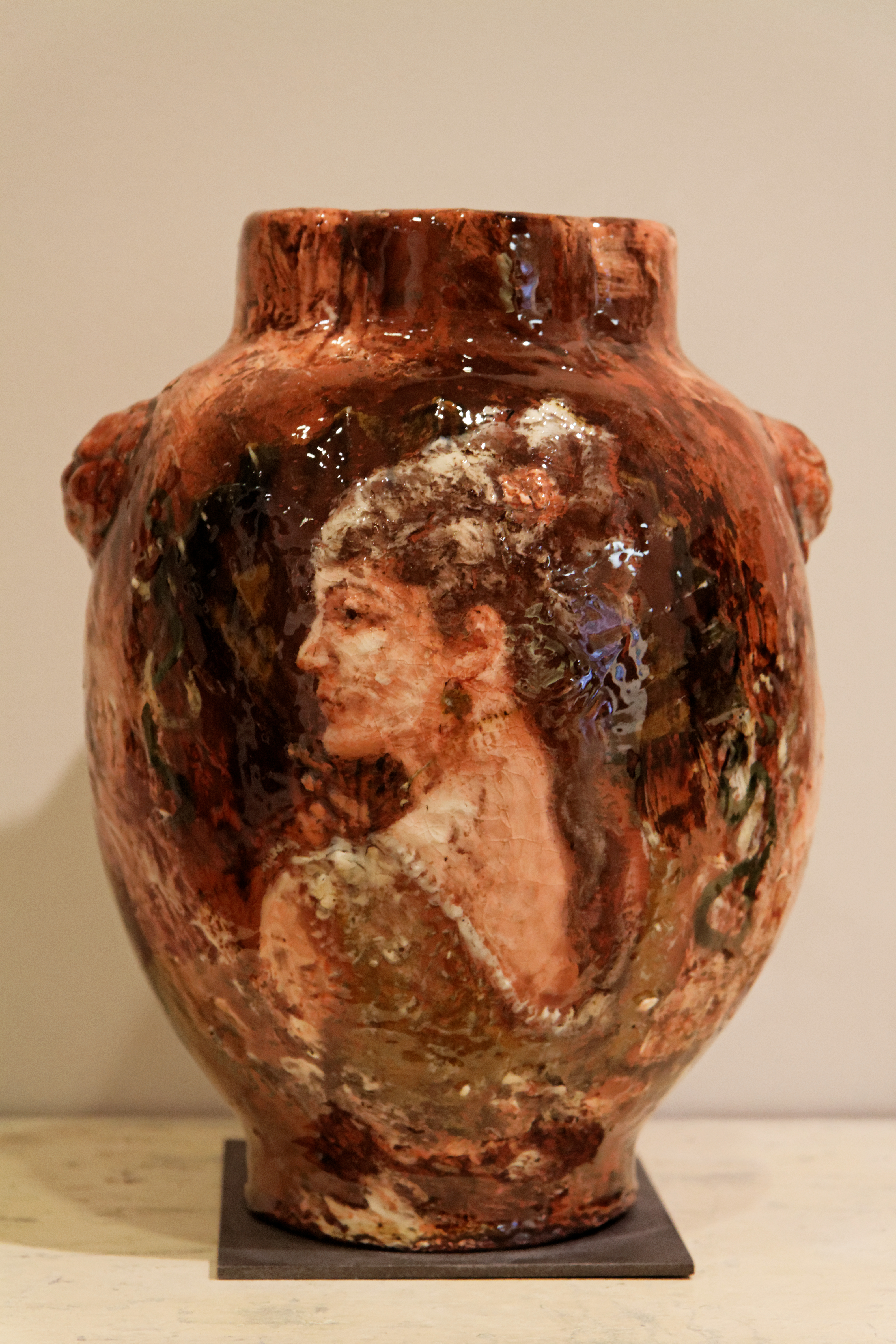
Váza - dílo Marie Bracquemondové
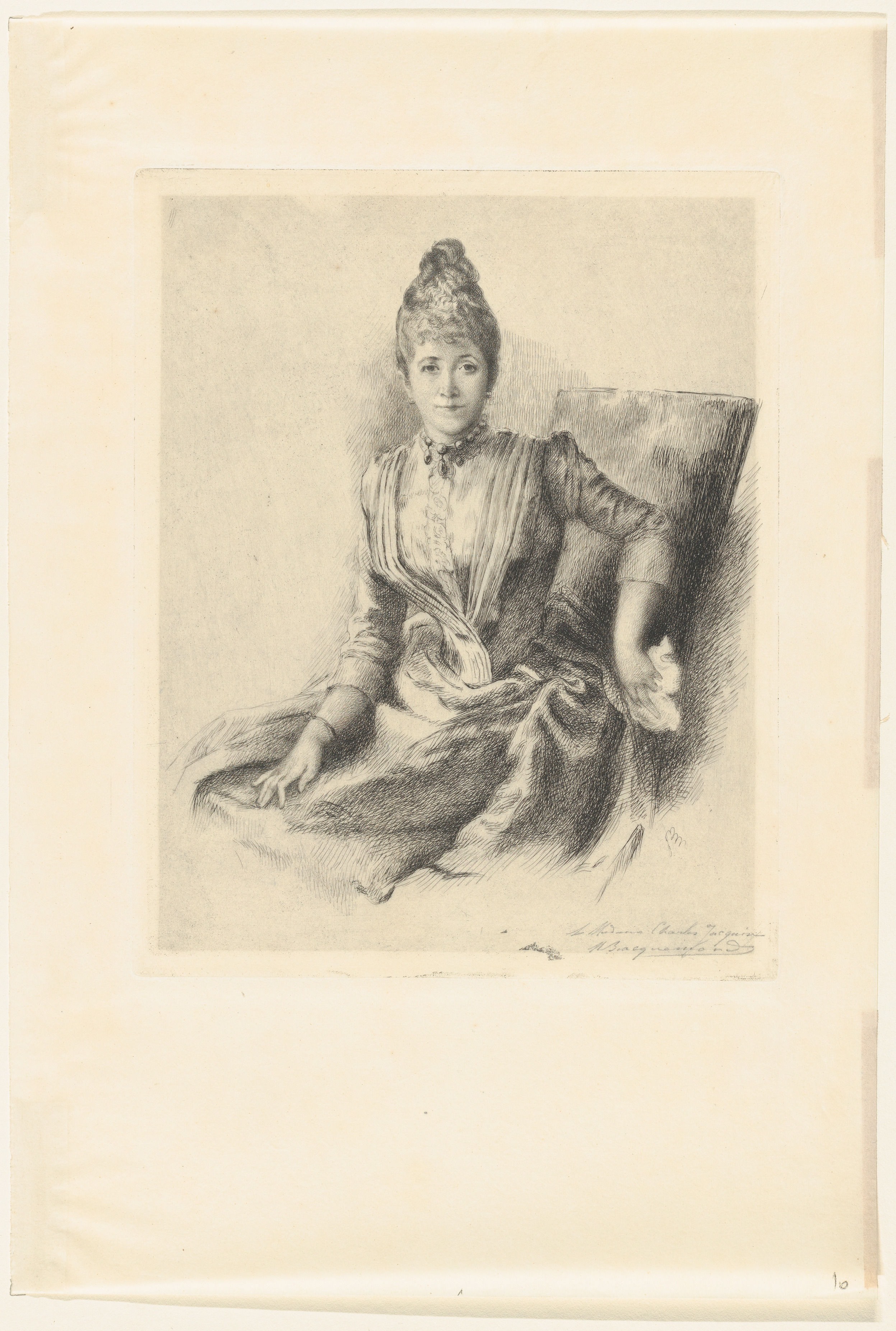
Portrét paní Quivoronové - lept